# 無名祭祀書
無名祭祀書（むめいさいししょ、独: Unaussprechlichen Kulten、英: Nameless Cults）は、クトゥルフ神話作品に登場する架空の書籍。著者は架空の人物フリードリヒ・ヴィルヘルム・フォン・ユンツト。
この魔道書はロバート・E・ハワードが創造したものであり、『夜の末裔』を初出とする。

## 名前
当初はNameless Cultsという英語題名のみであった。そこに、ドイツ語の原題をつけることを思い立ったハワード・フィリップス・ラヴクラフトがオーガスト・ダーレスの助言を得て、Unaussprechlichen Kultenと命名した。また、姓だけしかなかった『無名祭祀書』の著者にファーストネームを与えたのもラヴクラフトだが、ラヴクラフトもハワードもその設定を作中で使うことはなかった。
これに際してNameless Cultsの直訳としてはUnnennbaren Kultenのほうが妥当であるという意見がE・ホフマン・プライスから出されたが、ラヴクラフトは語感を優先してダーレスの案を採用した。
「Unaussprechlichen Kulten」「Unnennbaren Kulten」どちらもドイツ語文法としては間違っている。ドイツで刊行されているクトゥルフ神話書籍ではUnaussprechliche Kulteに修正されている。正しい文法は、3格ではなく1格。
無名祭祀書は一般的な邦訳題名。設定面では、1839年の初版本は黒革装丁と内容から「黒の書」とも異名される。

## 概要・来歴
著者は19世紀前半のドイツ人オカルティストであるフリードリヒ・ヴィルヘルム・フォン・ユンツト（Friedrich Wilhelm von Junzt, 1795年-1840年）。彼が生涯をかけて世界中を巡って見聞したオカルト研究の集大成。
- ハワード設定：ハンガリーのシュトレゴイカバール村の「黒の碑」や、ホンジュラス密林の「蟇蛙の神殿」、ブラン・マク・モーン崇拝についての記述がある。
- ラヴクラフト設定：ムー大陸の邪神ガタノトーアについての記述がある[注 1]。

フォン・ユンツトは出版直後に旅に出て翌年帰国した直後に、密室で怪死している。製本されなかった未発表の草稿があり、友人のアレクシス・ラドーが読んだが、ラドーは即これを焼却しカミソリで喉をかき切って自殺する。
本書には三つの版が存在するとされる。
- ドイツ語の初版（無削除版・黒の書）：1839年にデュッセルドルフで刊行されたクォート判（四つ折り版）の本。黒革に鉄の留め金という装丁。発行部数が少なかったこと、出版後ただちに発禁処分とされたこと、著者フォン・ユンツト怪死の噂に恐怖した購入者達が軒並み破棄したことで、残存部数は非常に少ない。
- 第二の版：1845年にロンドンのブライドウェル社から出版された英訳の海賊版。初版と同じく、出版されてすぐに発禁処分となっている。翻訳者不明だが誤訳が多いとされ、多くのグロテスクな木版画が収められている。初版よりは多く残存している。
- 第三の版：1909年にニューヨークのゴールデン・ゴブリン・プレス社（金の鬼社）から出版された英訳の削除版。削除版ということで、内容が減っている。装丁だけはゴージャスな一般書籍。

初版（黒の書）の状況が何冊か判明している。『黒の碑』と『屋根の上に』の登場人物が所持し、2冊。無名祭祀書はミスカトニック大学付属図書館にも収蔵がある。
「エイボンの書」をアブドゥル・アルハザードが読み、アルハザードが「アル・アジフ（ネクロノミコン）」を書き、「ネクロノミコン」をフォン・ユンツトが読み、フォン・ユンツトが「無名祭祀書」を書いた、らしいことが言及されている。
1839年刊行という設定は、（1920-30年代を舞台とするクトゥルフ神話の作中時を踏まえると）禁断の書物の中では100年にも満たない新しいもの。さらに1931年に刊行されたジェームズ・チャーチワードの『失われたムー大陸』よりも遥かに先駆けてムー大陸に言及していた、という設定になっている。ムー大陸のゾス三神の情報源でもある。
日本人作家の朝松健の設定では、火の邪神クトゥグアについての記述があるとされる。

## 登場作品
- ロバート・E・ハワード：夜の末裔、黒の碑、屋根の上に
- ハワード・フィリップス・ラヴクラフト：永劫より（ヘイゼル・ヒールドへの代作）
- リン・カーター：陳列室の恐怖
- 朝松健：邪神帝国（狂気大陸、夜の子の宴）、聖ジェームズ病院